# مطار مالمو
مطار مالمو (بالسويدية: Malmö flygplats) (إياتا: MMX، إيكاو: ESMS)، والذي كان يُعرف حتى عام 2007 باسم مطار ستورب (بالسويدية: Sturups flygplats). هو ثالث أكثر المطارات ازدحامًا في السويد بعد مطاري ستوكهولم-أرلاندا وجوتنبرج-لاندفيتر. حيث استقبل حوالي 1,290,000 مسافرًا في عام 2023 منهم 46% مواطنين و 54% أجانب. اُفتتح المطار في 3 ديسمبر 1972 ليكون بديلًا عن مطار بولتوفتا الذي أُغلق بعد ذلك.
يقع المطار في نفوذ بلدية سفيدالا على بعد حوالي 28 كيلومترًا (17 ميلًا) شرق مالمو وحوالي 26 كيلومترًا (16 ميلًا) جنوب شرق لوند. كما يقع على بعد حوالي 55 كيلومترًا (34 ميلًا) من وسط كوبنهاغن –عاصمة الدنمارك– وحوالي 47 كيلومترًا (29 ميلًا) من مطار كوبنهاغن عبر جسر أوريسند. جديرٌ بالذكر أن المسافة بين مدينة مالمو ومطار كوبنهاغن هي نفسها مع مطار مالمو.

## تاريخ
اكتمل بناء مطار مالمو في عام 1972 بتكلفة بلغت حوالي 130 مليون كرونة سويدية، أي ما يقرب من ضعف ما كان متوقعًا في البداية، ليحل محل مطار بولتوفتا القديم، الذي كان يخدم المنطقة منذ عام 1923. بدأت خطط بناء مطار جديد في أوائل الستينيات بسبب استحالة توسعة مطار بولتوفتا نظرًا لقربه من المدينة المتنامية وشكاوى المجتمعات المحيطة من التلوث الضوضائي الناجم عن الطائرات النفاثة التي أُدخلت حديثًا.
بدأ بناء المطار في عام 1970، واُفتتح بعد عامين. وفي نفس الوقت، أُغلق مطار بولتوفتا، لكن مراقبة الحركة الجوية في مالمو بقيت في الموقع القديم حتى عام 1983 عندما انتقلت أيضًا إلى مطار مالمو.
في الفترة من 2005 إلى 2008، سعت العديد من شركات الطيران منخفضة التكلفة إلى جذب الركاب الدنماركيين والسويديين إلى مطار ستوروب كمنافس لمطار كوبنهاغن. يُعتبر مطار مالمو –بسبب رسوم الهبوط المنخفضة لديه– بديلًا أقل تكلفة للوصول إلى منطقة كوبنهاغن. يخدم المطار شركات الطيران منخفضة التكلفة مثل ويز إير ورايان إير.

## مرافق
يضم مطار مالمو صالة مسافرين واحدة ومحطتي شحن، بالإضافة إلى 20 موقف للطائرات.

## الخطوط الجوية والوجهات
أكبر وجهة من حيث عدد المسافرين هي العاصمة ستوكهولم. تشير الإحصائيات لعام 2023 إلى أن إسكوبية، وبلغراد، وغدانسك، وكلوج نابوكا، وبودابست هي من أكثر الوجهات الدولية استقطابًا للمسافرين من هذا المطار، حيث تجاوز عدد المسافرين إلى كل منها عتبة الـ 40 ألف مسافر.
تقوم شركات الطيران التالية بتشغيل رحلات جوية منتظمة ومؤجرة من وإلى مالمو:
| الخطوط الجوية                   | الوجهات                                      | الوجهات                                                         |
| ------------------------------- | -------------------------------------------- | --------------------------------------------------------------- |
| الخطوط الجوية الإيجية           | كاندية                                       | كاندية                                                          |
| الخطوط الجوية براثينز الإقليمية | ستوكهولم-بروما                               | ستوكهولم-بروما                                                  |
| الخطوط الجوية براثينز الإقليمية | موسمي                                        | سالين-تريسيل، فيسبي                                             |
| يورو وينجز                      | موسمي                                        | بريشتينا                                                        |
| نوف إير                         | طيران مؤجر موسمي                             | غران كناريا، تنريفه                                             |
| رايان إير                       | ستوكهولم-أرلاندا، زغرب                       | ستوكهولم-أرلاندا، زغرب                                          |
| الخطوط الجوية الإسكندنافية      | ستوكهولم-أرلاندا                             | ستوكهولم-أرلاندا                                                |
| الخطوط الجوية صن كلاس           | طيران مؤجر موسمي                             | أنطاليا، غران كناريا، كاندية، لارنكا، ميورقة، رودس، تنريفه-جنوب |
| تريد إير                        | موسمي                                        | بريشتينا                                                        |
| تي يو آي فلاي نورديك            | طيران مؤجر موسمي                             | لارنكا، ميروقة                                                  |
| ويز إير                         | بلغراد، كلوج نابوكا، غدانسك، إسكوبية، تيرانا | بلغراد، كلوج نابوكا، غدانسك، إسكوبية، تيرانا                    |

## إحصائيات

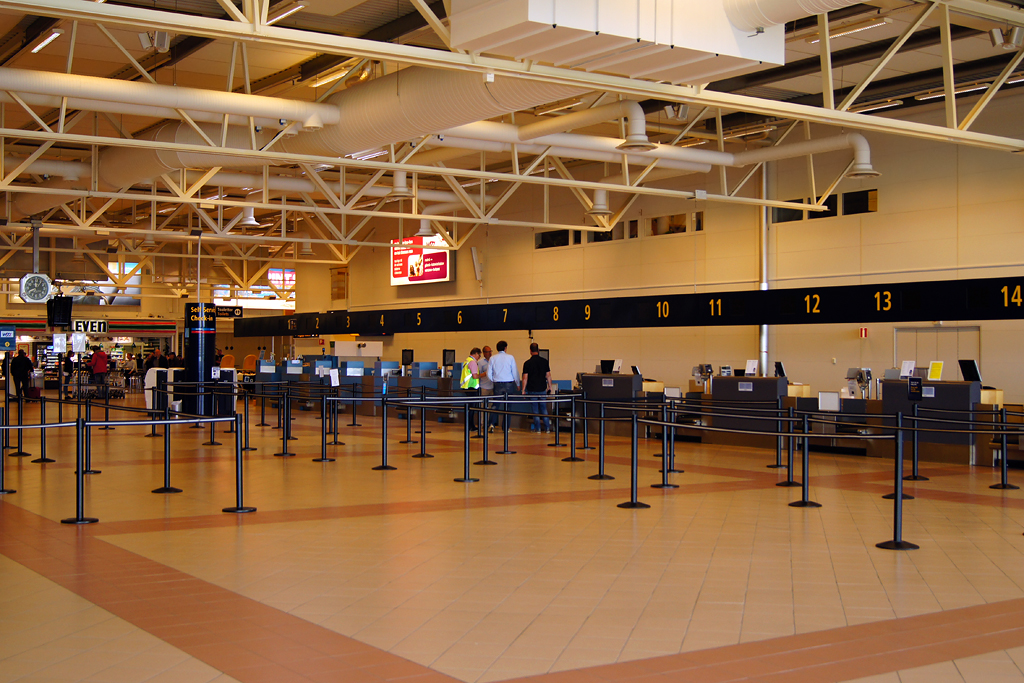
منطقة تسجيل الوصول (Check-in)

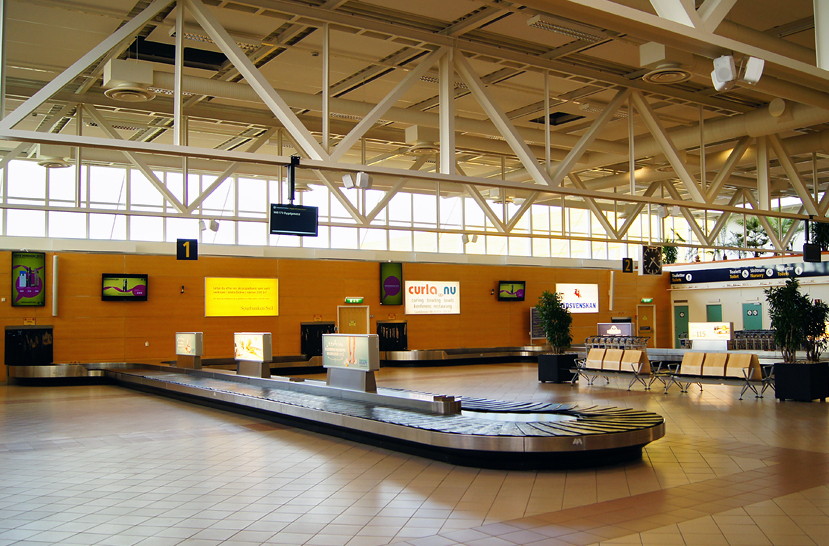
منطقة استلام الأمتعة

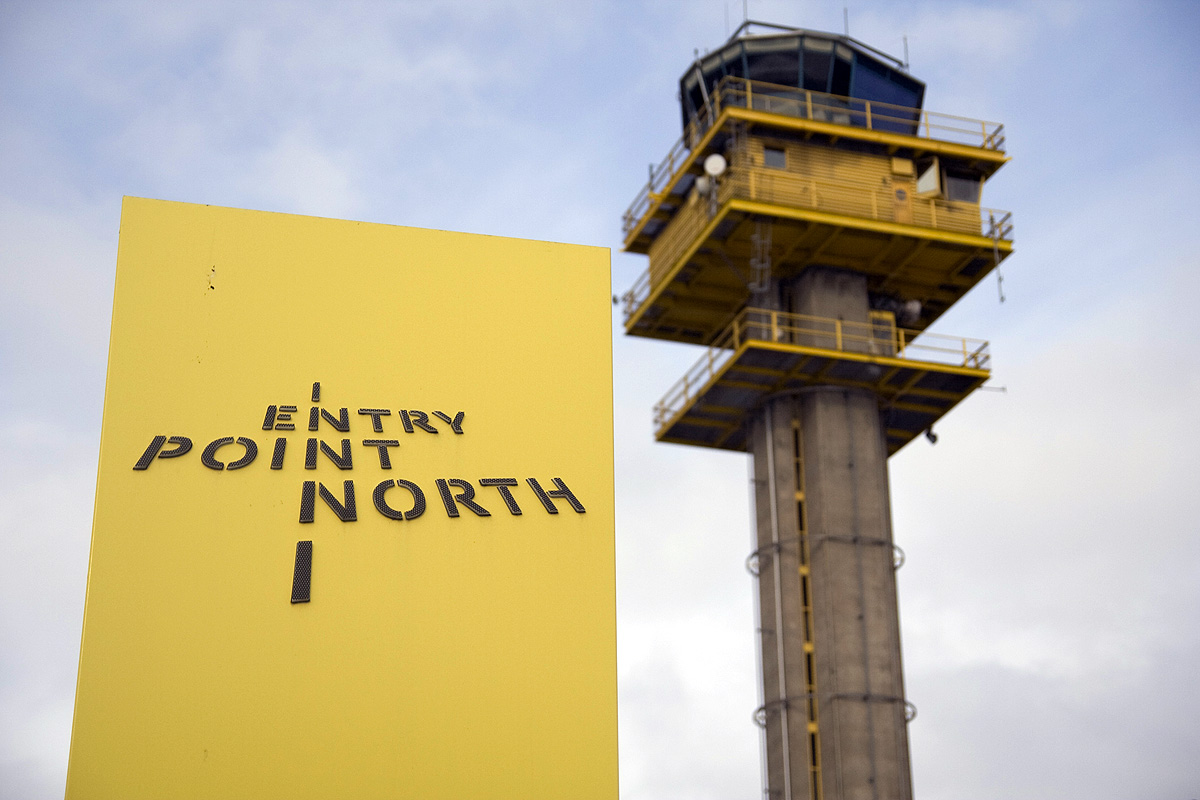
برج المراقبة

|    | المطار                            | عدد المسافرين | % النسبة بين 2022 و 2023 |
| -- | --------------------------------- | ------------- | ------------------------ |
| 1  | ستوكهولم، السويد (أرلاندا وبروما) | 584,549       | ▲ 0.5                    |
| 2  | إسكوبية، مقودنيا الشمالية         | 74,940        | ▲ 26.2                   |
| 3  | بلغراد، صربيا                     | 67,200        | ▲ 12.6                   |
| 4  | غدانسك، بولندا                    | 62,352        | ▲ 32.5                   |
| 5  | كلوج نابوكا، رومانيا              | 46,349        | ▲ 14.9                   |
| 6  | بودابست، المجر                    | 45,300        | ▼ 5.8                    |
| 7  | زغرب، كرواتيا                     | 35,795        | ▲ 21.5                   |
| 8  | بوخارست، رومانيا                  | 34,682        | ▲ 0.5                    |
| 9  | وارسو-شوبان، بولندا               | 33,030        | ▼ 21.4                   |
| 10 | غران كناريا، إسبانيا              | 30,686        | ▲ 19.2                   |
| 11 | بريشتينا، كوسوفو                  | 29,731        | ▼ 16.3                   |
| 12 | توزلا، البوسنة والهرسك            | 26,998        | ▼ 5.7                    |
| 13 | نيش، صربيا                        | 26,443        | ▲ 8.5                    |
| 14 | كاتوفيتسه، بولندا                 | 26,418        | ▲ 10.3                   |
| 15 | أوخريد، مقودنيا الشمالية          | 23,262        | ▲ 11.4                   |

|    | البلد            | عدد المسافرين | % النسبة بين 2022 و 2023 |
| -- | ---------------- | ------------- | ------------------------ |
| 1  | بولندا           | 121,800       | ▲ 4.9                    |
| 3  | مقدونيا الشمالية | 98,202        | ▲ 22.4                   |
| 2  | صربيا            | 93,643        | ▲ 11.4                   |
| 4  | رومانيا          | 81,031        | ▲ 8.3                    |
| 6  | إسبانيا          | 65,451        | ▲ 4.5                    |
| 7  | المجر            | 45,300        | ▼ 5.8                    |
| 5  | البوسنة والهرسك  | 39,442        | ▼ 46.3                   |
| 9  | اليونان          | 36,324        | ▲ 13.7                   |
| 10 | كرواتيا          | 35,798        | ▲ 21.3                   |
| 8  | كوسوفو           | 29,731        | ▼ 16.3                   |

## نقل بري

### حافلات المطار
- حافلات Vy Flygbussarna تغادر المطار إلى وسط مدينة مالمو. تستغرق الرحلة حوالي 40 دقيقة. ومن هناك يوجد قطار إلى العديد من الوجهات بما فيها كوبنهاغن.
- حافلات Gråhundbus تغادر المطار إلى كوبنهاغن بعد 30 دقيقة من هبوط طائرات رايان إير.
- كما توجد حافلات ويز إير التي تغادر إلى كوبنهاغن أيضًا.